# リチャード・ヒーリー＝ハッチンソン (第6代ドナウモア伯爵)

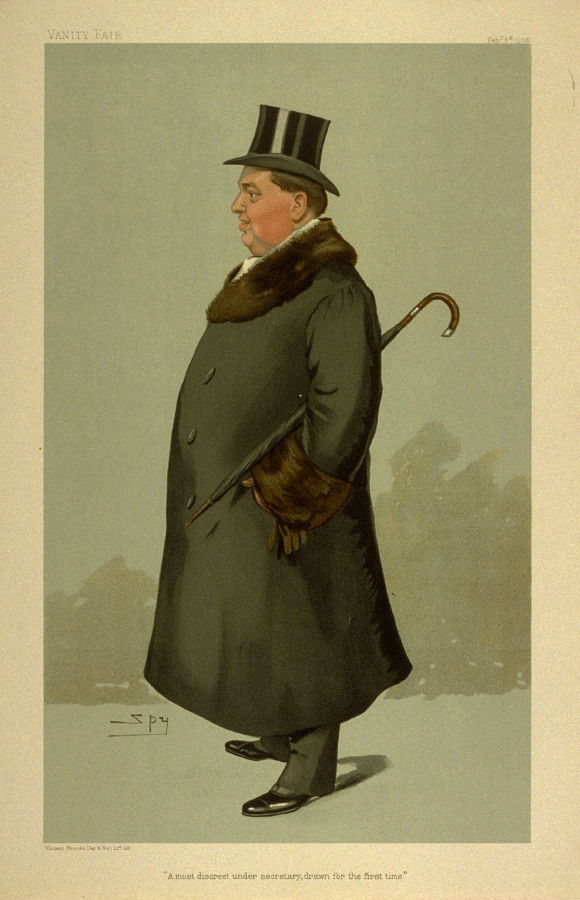
ドナウモア伯爵リチャード・ヒーリー＝ハッチンソン

第6代ドナウモア伯爵リチャード・ウォルター・ヒーリー＝ハッチンソン（英語: Richard Walter Hely-Hutchinson, 6th Earl of Donoughmore、1875年3月2日 - 1948年10月19日）は、イギリス及びアイルランドの貴族、政治家、陸軍軍人。

## 経歴
1875年3月2日、アイルランド貴族の第5代ドナウモア伯爵ジョン・ヒーリー＝ハッチンソンとその妻フランセス（旧姓スタンホープ）の間の長男として生まれる。
イートン校を経てオックスフォード大学ニュー・カレッジで学ぶ。1898年から1900年にかけて香港総督府で勤務し、香港総督ヘンリー・アーサー・ブレイクの秘書官を務める。
1901年11月、王立アイルランド連隊第3大隊に大尉として入隊。
1900年12月5日に父が死去し、ドナウモア伯爵以下4つの爵位を継承した。その中には連合王国貴族ハッチンソン子爵位があったため、貴族院議員に列する。
保守党に所尾し、1903年から1905年にかけてはバルフォア内閣で陸軍省政務次官を務めた。また1911年から1931年にかけては貴族院副議長を務めた。
1913年から死去までフリーメイソンのアイルランド・グランドロッジのグランドマスターを務める。
第一次世界大戦が勃発すると従軍し、二度殊勲者公式報告書に名前が載った。大佐まで昇進した。1918年に枢密顧問官(PC)に列する。
アイルランド自由国が成立するとアイルランド議会上院の議員となる。
1948年10月19日に死去した。

## 栄典

### 爵位
- 1900年12月5日、第6代ノックロフティのドナウモア伯爵(1800年創設アイルランド貴族爵位)
- 1900年12月5日、第6代ティペラリー県におけるノックロフティのドナウモア子爵(1797年創設アイルランド貴族爵位)
- 1900年12月5日、第6代ティペラリー県におけるノックロフティのハッチンソン子爵(1821年創設連合王国貴族爵位)
- 1900年12月5日、第7代ティペラリー県におけるノックロフティのドナウモア男爵(1783年創設アイルランド貴族爵位)[1]

### 勲章
- 聖パトリック勲章ナイト(KP)[1]

## 家族
1901年にエレーナ・マリア・グレースと結婚し、彼女との間に以下の3子を儲ける。
- 第1子(長男)ジョン・マイケル・ヒーリー＝ハッチンソン (1902-1981) - 第7代ドナウモア伯爵位を継承
- 第2子(長女)ドリーン・クレア・ヒーリー＝ハッチンソン (1905-1942) - バーソロミュー・プレイデル＝プーヴェリエと結婚。
- 第3子(次男)デイヴィッド・エドワード・ヒーリー＝ハッチンソン (1911-1984)